# Kiedrowski II
Kiedrowski II (Księżyc odmienny, Sas odmienny) – kaszubski herb szlachecki, według Przemysława Pragerta odmiana herbu Sas, albo Księżyc.

## Opis herbu
Opis z wykorzystaniem zasad blazonowania, zaproponowanych przez Alfreda Znamierowskiego:
W polu błękitnym półksiężyc z twarzą srebrny z gwiazdą złotą na każdym rogu. Klejnot: nad hełmem w koronie ogon pawi przeszyty strzałą w lewo. Labry błękitne, podbite srebrem

## Najwcześniejsze wzmianki
Herb wymieniany przez Nowego Siebmachera.

## Rodzina Kiedrowskich
Herb używany przez gałąź Kiedrowskich osiadłych w XVIII-XIX wieku w ziemi bytowskiej i posiadającej działy w Półcznie, Rekowie i Studzienicach.

## Herbowni
Kiedrowski. Rodzina używała licznych przydomków: Kojtała (Chojtalek, Kajtała), Lew (Loewe, Lewi), Maciej, Okaty, Orlik, Paszk (Pask), Orlik, Reszka, Retka, Staszylwów, Żołtk. Rodzina używająca herbu z księżycem nie została odnotowana z żadnym z tych przydomków.
Kaszubscy Kiedrowscy znani są z licznymi innymi herbami. Pełna lista dostępna w haśle Kiedrowski.